# Эшли, Сильвия
Сильвия Эшли (англ. Sylvia Ashley, 1 апреля 1904 — 29 июня 1977) — британская модель, актриса и светская львица, известная благодаря своим бракам с британскими аристократами и американскими кинозвездами.

## Личная жизнь
Эшли, урождённая Эдит Луиза Сильвия Хоукс, родилась в Паддингтон, Лондон, Англия, в семье Артура Хоукса и Эдит Флоренс Хайд. На протяжении жизни она постоянно указывала годом своего рождения 1906, однако в актах записи о регистрации новорождённых Англии и Уэльса указано о внесении её в список в июне 1904 года. Её сестра, Лилиан Вера Хоукс (6 марта 1910 — 1 января 1997), была супругой британского кинопродюсера Бэзила Блека.
Хоукс была пять раз замужем:
- Майор Энтони Эшли Купер, Лорд Эшли (3 февраля 1927 — 28 ноября 1934)
- Дуглас Фэрбенкс старший, американский актёр (7 марта 1936 — 12 декабря 1939)
- Эдвард Стэнли, 6-й барон Стэнли из Олдерли (18 января 1944—1948)
- Кларк Гейбл, американский актёр (20 декабря 1949 — 21 апреля 1952)
- Князь Дмитрий Джорджадзе, владелец сети отелей и автогонщик (1954 — 29 июня 1977)

## Карьера
Свою карьеру она начала в качестве танцовщицы, используя своё второе имя Сильвия, в танцевальном шоу «Кокран», британском аналоге «Безумств Зигфелда». В дальнейшем она участвовала в различных музыкальных комедиях и выступила в ряде постановок на Вест-Энде.
В марте 1941 года она, совместно с сестрой Верой Блек, актрисами Констанс Беннетт и Вирджинией Фокс, организовала благотворительный фонд, работа которого была сосредоточена на оказании различной помощи беженцам в годы Второй мировой войны. Штаб-квартира организации находилась в Лос-Анджелесе.

## Смерть
Леди Эшли умерла от рака в возрасте 73 лет в Лос-Анджелесе. Она похоронена на кладбище «Hollywood Forever». Её могила находится в 680 метрах к северу от могилы её второго мужа, Дугласа Фэрбенкса-старшего.